# It's Only Rock 'n' Roll
It’s Only Rock ’n’ Roll  er et album fra The Rolling Stones, der blev udgivet i 1974.

## Historie
Albummet fulgte efter det relative afdæmpede album Goats Head Soup, og The Rolling Stones prøvede at lave et mere energifyldt album. It's Only Rock 'n' Roll er bemærkelsesværdigt, da det er guitaristen Mick Taylors sidste album sammen med The Rolling Stones, da han besluttede sig for at forlade dem i december 1974 for at arbejde sammen med den tidligere Cream bassist Jack Bruce. 
Ron Wood, en gammel bekendt af bandet, begyndte at komme tættere på The Rolling Stones under disse indspilninger, efter han havde inviteret Mick Taylor (hans ven siden de var teenagere) til at spille på hans debutalbum I’ve Got My Own Album To Do. Taylor indspillede og hang ud i Woods hus, The Wick, og inviterede så Keith Richards (som ikke kendte ham så godt) til også at komme der.  
Det var på det tidspunkt, at Wood første gang fortalte sin ide til nummeret: "It's Only Rock 'n' Roll (But I Like It)" til de andre. It's Only Rock 'n' Roll blev, efter Jimmy Millers afgang, officielt produceret af The Glimmer Twins, et pseudonym for Mick Jagger og Keith Richards. 
Dette var starten på at alle  The Stones fremtidige albums blev produceret af dem, eller i sammenarbejde med en producer udefra. 
I juli blev singlen med samme navn som albummet It's Only Rock 'n' Roll (But I Like It) udgivet, og til manges overraskelse kom den ikke på top 10. Med dens lette omkvæd er den blevet en fast bestanddel til Rolling Stones koncerter. Ain’t Too Proud To Beg, original udgivet i 1966 af The Temptations, blev udgivet som anden single, men kun i USA, hvor den blev et top 20 hit. 
Albummet, der udkom i oktober med generelt positive anmeldelser, opnåede "blot" en andenplads i England, og blev således det første album i rækken fra  1969s Let It Bleed, der ikke nåede førstepladsen i Storbritannien. I USA nåede albummet dog en førsteplads, hvor albummet solgte platin. 
I stedet for øjeblikkeligt at tage på turné for at promovere albummet, besluttede bandet at tage tilbage til studiet i München, Tyskland, for at indspille det næste album. Til Mick Taylors store fortrydelse, da han ville på tour, og derfor besluttede han at forlade bandet. Den næste tour kom i 1975, USA, hvor Ron Wood havde overtaget Mick Taylors rolle som guitarist.
For at promovere albummet blev der lavet adskillige musikvideoer til sangene. Den mest sete video fra albummet er "It's Only Rock 'n' Roll (But I Like It)" , hvor bandet er iklædt sømandstøj og spiller i et telt, der gradvis bliver fyldt med sæbebobler. Andre videoer fra It's Only Rock 'n' Roll er "Ain't Too Proud to Beg"  og "Till The Next Goodbye".

## Spor
- Alle sangene er skrevet af Mick Jagger and Keith Richards udtaget hvor andet er påført.

1. "If You Can't Rock Me" – 3:47 
  -  Med Billy Preston på klaver og clavinet. Keith Richards spiller bass på dette nummer.
2. "Ain't Too Proud to Beg" (Norman Whitfield/Eddie Holland) – 3:31 
  -  Med Billy Preston på klaver og clavinet.
3. "It's Only Rock 'n' Roll (but I Like It)" – 5:07 
  -  Med Ian Stewart på klaver, Kenny Jones på trommer, og Willie Weeks på bass.
4. "Till the Next Goodbye" – 4:37 
  -  Med Nicky Hopkins på klaver.
5. "Time Waits for No One" – 6:38 
  -  Med Nicky Hopkins på klaver.
6. "Luxury" – 4:30 
  -  Med Nicky Hopkins på klaver.
7. "Dance Little Sister" – 4:11 
  -  Med Ian Stewart på klaver.
8. "If You Really Want to Be My Friend" – 6:17 
  -  Med Nicky Hopkins på klaver.
9. "Short and Curlies" – 2:44 
  -  Med Ian Stewart på klaver.
10. "Fingerprint File" – 6:33 
  -  Med Nicky Hopkins på klaver og Billy Preston på clavinet. Mick Taylor på bass på dette nummer mens Bill Wyman spiller synthesizer.

## Musikere
- Mick Jagger – Sang, Kor, Guitar, Elektriske guitar
- Keith Richards –  Kor, Elektriske guitar, Akustisk guitar, Bass
- Mick Taylor – Elektriske guitar, Kor, Akustisk guitar, Synthesizer, Perkussion, Slide guitar, B
- Charlie Watts – Trommer
- Bill Wyman – Bass, Synthesizer
- Blue Magic – Kor
- David Bowie — Kor
- Ray Cooper — Perkussion
- Nicky Hopkins — Klaver
- Charlie Jolly — T
- Kenny Jones – Trommer
- Ed Leach – Koklokke
- Billy Preston – Klaver, Clavinet, Orgel
- Ian Stewart – Klaver
- Willie Weeks – Bass
- Ron Wood – Kor, Guitar

### Fodnote
1. ↑  It's Only Rock 'n' Roll (But I Like It)
2. ↑  Ain't Too Proud to Beg)